# Annamaria Malipiero

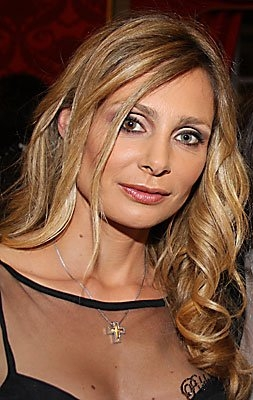
Annamaria Malipiero

Annamaria Malipiero (Padova, 23 marzo 1972) è un'attrice ed ex modella italiana.

## Biografia

### Attività professionale
Inizia a lavorare come modella, per poi debuttare come attrice nel cinema e in televisione. Nel 1988 partecipa al concorso di Miss Italia con il titolo di Miss Linea Sprint Veneto. Dopo vari ruoli in film e fiction TV, diventa nota al pubblico grazie al ruolo della perfida Rebecca Sarpi, interpretato dal 2002 al 2008 nella soap opera di Canale 5, Vivere. Dal 20 giugno 2012 entra a far parte del cast ricorrente della soap opera CentoVetrine nel ruolo di Maddalena Sterling.

### Vita privata
È stata per otto anni la compagna dell'attore Francesco Nuti, dal quale ha avuto nel 1999 la figlia Ginevra; successivamente si è legata al dentista Marco Bindelli, deceduto nel 2016, dal quale ha avuto due figli, Lucrezia e Leonardo.

### Curiosità
Ha l’eterocromia: un occhio è azzurro, invece l’altro per metà azzurro e per metà marrone.

## Filmografia

### Cinema
- L'assassino è quello con le scarpe gialle, regia di Filippo Ottoni (1995)
- A spasso nel tempo, regia di Carlo Vanzina (1996)
- Un giorno, un giorno, una notte, regia di Cosimo Milone (1997)
- Padrona del suo destino (Dangerous Beauty), regia di Marshall Herskovitz (1999)
- Un amore a dondolo, regia di Maurizio Lucidi (2000)
- Caruso, zero in condotta, regia di Francesco Nuti (2001)
- Brokers - Eroi per gioco, regia di Emiliano Cribari (2008)
- Forse è solo mal di mare, regia di Simona De Simone (2019)
- Dreams - Il calore dei sogni, regia di Andrea Mazza e Silvia Monga (2020)

### Televisione
- La voce del cuore, regia di Lodovico Gasparini – miniserie TV (1995)
- L'avvocato delle donne – serie TV (1997)
- La quindicesima epistola, regia di José María Sánchez – film TV (1998)
- Le ragazze di piazza di Spagna – serie TV (1998)
- Incantesimo, regia di Alessandro Cane e Gianni Lepre – soap opera (1998)
- Vivere – soap opera (2002-2008)
- Beautiful – soap opera (2003)
- Il bene e il male – serie TV (2009)
- Nebbie e delitti – serie TV, episodio 3x04 (2009)
- R.I.S. Roma - Delitti imperfetti – serie TV, episodio 2x18 (2011)[2]
- Distretto di Polizia – serie TV, episodi 11x01-11x02 (2011)
- CentoVetrine, registi vari – soap opera (2012)
- Gomorra - La serie  – serie TV (2014)
- Furore – serie TV (2018)
- Un posto al sole – soap opera (2021)

### Cortometraggi
- Le due bambole rosse, regia di Alessandro Ingargiola (1996)
- L'imbarcadero, regia di Marco Caputo e Davide Imbrogno (2014)
- In soccorso al tempo, regia di Giuseppe Ferlito (2017)
- Ti vogliamo bene Francesco Nuti, regia di Enio Drovandi (2021)